# 육종윤
육종윤(陸鍾允, 1863년 ~ 1936년)은 조선의 문신이다. 본관은 옥천(沃川)이다.

## 생애
생부는 육용필(陸用弼, 초명은 육용점(陸用漸), 1838년 ~ ?)이나 아들이 없던 삼촌 육용정(陸用鼎, 초명은 육용관(陸用觀), 1843년 ~ 1917년)의 양자가 되었다.
1891년(고종 28) 증광시(增廣試)에 급제하여 진사(進士)가 되었다.
1894년(고종 31) 제중원주사(濟衆院主事)의 직위에 오르면서 아버지 육용정은 서오릉(西五陵)의 참봉(參奉)에 제수(除授)되었다.
1894년 6월에 참의교섭통상사무(參議交涉通商事務)가 되었다.
1895년(고종 32) 11월에 3품으로 외부 교섭 국장(外部交涉局長)에 임용되고 주임관(奏任官) 4등에 서임되었다.
아관파천 당시 유길준과 함께 일본으로 망명하였다.
1912년 아들 육정수(陸定洙)와 함께 아버지 육용정(陸用鼎)이 저술한 《의전기술(宜田記述)》을 간행하였다. 《의전기술》의 권두에는 육용정의 사진과 김윤식(金允植)이 1891년(고종 28)에 쓴 서문이 있다.
1927년 조선사 편수회의 촉탁위원을 지낸 바 있다.
박정희 대통령의 영부인 육영수 여사의 큰아버지이다.